# Spytek Wawrzyniec Jordan

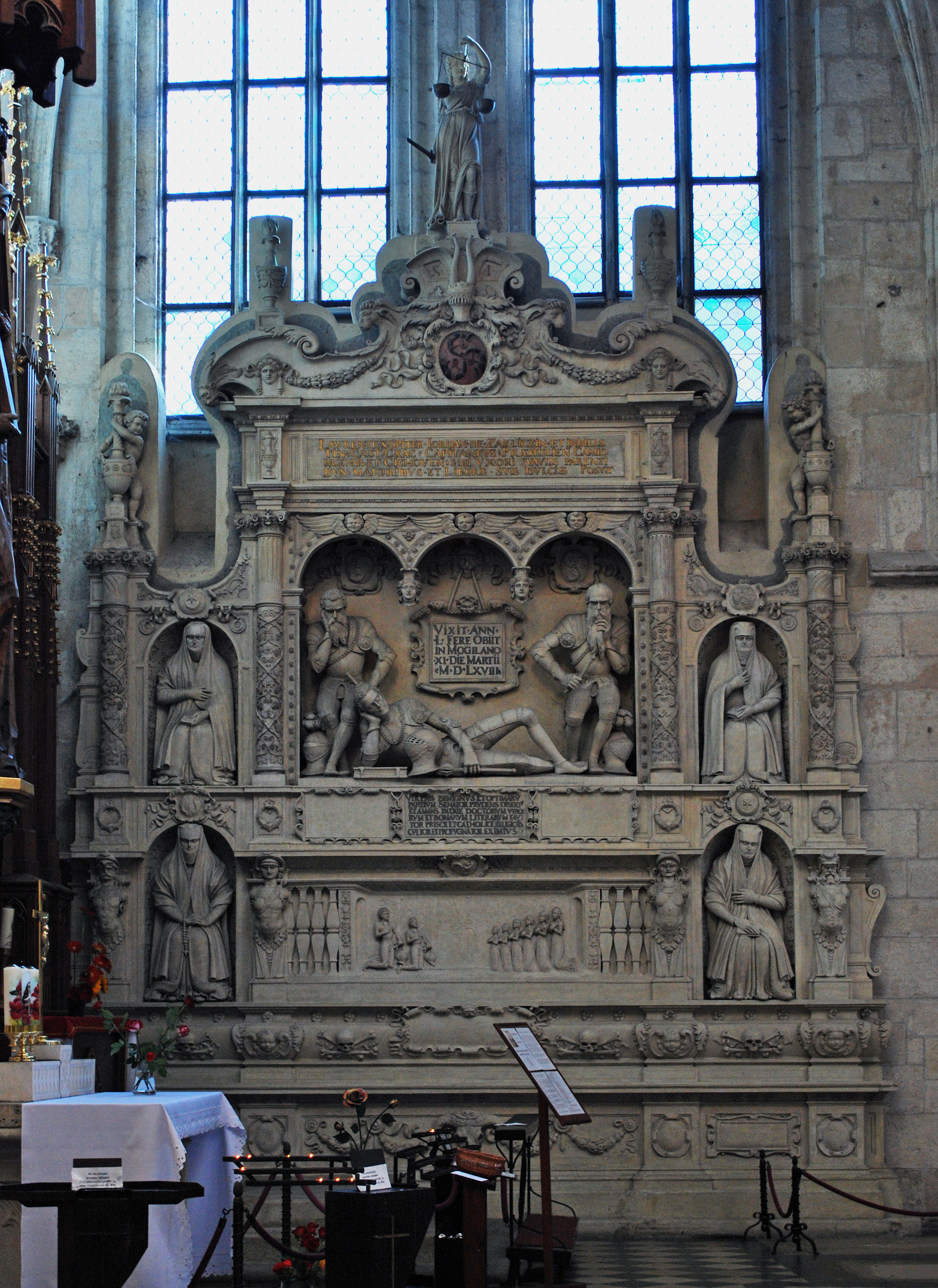
Grabmal von Santi Gucci in der Augustinerkirche in Krakau

Spytek Wawrzyniec Jordan (* 1518; † 11. Mai 1568 in Mogilany, Polen-Litauen) war ein polnischer Adeliger, Großkronschatzmeister, Kastelan, Starost, Woiwode und Kunstmäzen.

## Biografie
Spytek Wawrzyniec Jordan entstammte der polnisch-schlesischen Magnatenfamilie Jordan. Im Hühnerkrieg stellte er sich gegen den König Sigismund den Alten und die Königin Bona Sforza. Daher wurde er während ihrer Regierungszeit bei der Ämtervergabe übergangen. Erst unter König Sigismund II. August kam er zu politischen Würden, wenngleich er die Politik des neuen Königs ebenfalls anprangerte. Er war ein Gegner der neuen Königin Barbara Radziwiłł sowie der Exekutionsbewegung. An seinen Höfen in Myślenice und Mogilany, später an sein Schloss in Melsztyn holte er Künstler, Humanisten und Literaten, unter anderem Mikołaj Rej, der hier seine wichtigsten Schriften verfasste. Er stand im regen Austausch mit Johannes Calvin, blieb jedoch letztendlich beim katholischen Glauben. Er wurde in der Augustinerkirche in Krakau beigesetzt. Sein Grabmal schuf Santi Gucci.

## Nachweise
- Chłapowski K., Starostowie niegrodowi w Koronie 1565–1795. Materiały źródłowe, Warszawa: DiG, 2017, ISBN 978-83-286-0024-9.

| Personendaten    | Personendaten                            |
| ---------------- | ---------------------------------------- |
| NAME             | Jordan, Spytek Wawrzyniec                |
| KURZBESCHREIBUNG | polnischer Adeliger, Starost und Woiwode |
| GEBURTSDATUM     | 1518                                     |
| STERBEDATUM      | 11. Mai 1568                             |
| STERBEORT        | Mogilany, Polen-Litauen                  |